# Bang Rachan (huyện)
Bang Rachan (tiếng Thái: บางระจัน) là một huyện (amphoe) của tỉnh Singburi, miền trung Thái Lan.

## Lịch sử
Khu vực huyện Bang Rachan trước đây phần lớn thuộc Mueang Sing. Khi chính quyền tại lập Mueang Sing, khu vực này đã được phân vào hai huyện - Bang Phutsa (nay là Mueang Sing Buri) và Sing. Huyện đã được đổi tên thành Bang Rachan năm 1939.

## Địa lý
Các huyện giáp ranh (từ phía bắc theo chiều kim đồng hồ) là: Sankhaburi của tỉnh Chainat, In Buri, Mueang Sing Buri và Khai Bang Rachan của tỉnh Singburi, và Doem Bang Nang Buat của tỉnh Suphanburi.

## Hành chính
Huyện này được chia thành 8 phó huyện (tambon).
| 1. | Sing         | สิงห์    |  |
| 2. | Mai Dat      | ไม้ดัด   |  |
| 3. | Choeng Klat  | เชิงกลัด |  |
| 4. | Pho Chon Kai | โพชนไก่ |  |
| 5. | Mae La       | แม่ลา   |  |
| 6. | Ban Cha      | บ้านจ่า  |  |
| 7. | Phak Than    | พักทัน   |  |
| 8. | Sa Chaeng    | สระแจง |  |